# 吉村博人
吉村 博人（よしむら ひろと、1948年〈昭和23年〉11月 - ）は、日本の警察官僚。第21代警察庁長官。熊本県出身。

## 来歴
東京大学法学部卒業後、警察庁に入庁。主に刑事畑を歩む。刑事局長、長官官房長、次長を経て、2007年（平成19年）より警察庁長官に就任。
取調べの一部録音・録画や被疑者取調べ監督制度の導入を実現させ、取調べ適正化施策の推進に尽力した。2009年（平成21年）に勇退。
2019年、瑞宝重光章受章。

## 略歴
- 1967年（昭和42年） 広島大学附属福山高等学校卒業
- 1970年（昭和45年） 国家公務員採用上級甲種試験（法律）合格
- 1971年（昭和46年） 東京大学法学部卒業
- 1971年（昭和46年） 警察庁入庁
- 1991年（平成3年） 大阪府警察本部刑事部長
- 1993年（平成5年）8月24日 警察庁刑事局暴力団対策部暴力団対策第一課長
- 1995年（平成7年）2月1日 鹿児島県警察本部長
- 1996年（平成8年）9月12日 警察庁長官官房人事課長
- 1997年（平成9年）1月17日 警視庁刑事部長
- 1999年（平成11年）1月18日 警察庁長官官房総務審議官
- 2001年（平成13年）1月6日 警察庁長官官房総括審議官
- 2001年（平成13年）9月3日 警察庁刑事局長
- 2002年（平成14年）8月2日 警察庁長官官房長
- 2004年（平成16年）8月13日 警察庁次長
- 2007年（平成19年）8月16日 警察庁長官
- 2009年（平成21年）6月26日 退官
- 2010年（平成22年）12月1日 警察共済組合理事長

## 著書
- 『新警務警察概論』（編著、令文社、1988年）
- 『最新警察改革の道すじ――警察刷新に関する緊急提言と警察改革要綱』（編著、立花書房、2004年）
- 『警察改革――治安再生に向けて〔第3版〕』（立花書房、2009年）